# Lava Point (Deception Island)
Der Lava Point (in Argentinien Punta Negra für Schwarze Landspitze) ist eine Landspitze aus von Deception Island im Archipel der Südlichen Shetlandinseln. Sie liegt am Südostufer des Port Foster.
Polnische Wissenschaftler benannten sie 1999 nach ihrem Lavagestein, argentinische Wissenschaftler nach ihrer Färbung.